# Locutorio (architettura)

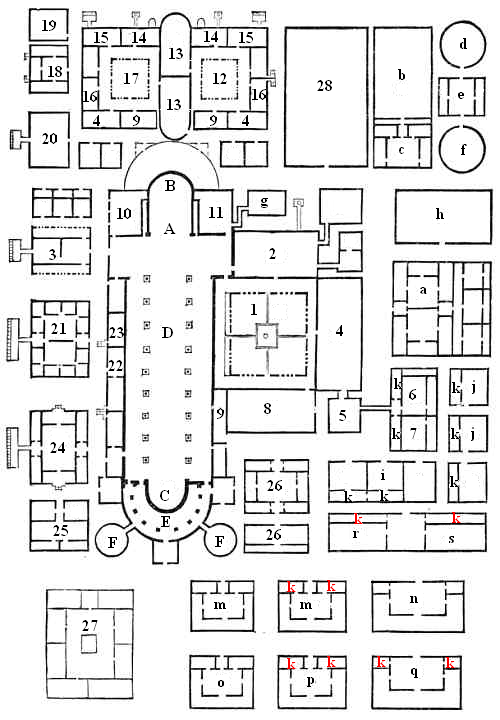
Pianta dell'Abbazia di San Gallo, Svizzera.

Locutorio, dal latino locutorium, di loqui, con il significato di «parlare», è una sala di un convento o monastero dove i monaci o monache possono ricevere visite e parlare tra loro ma generalmente separati da una grata o simile. Può essere chiamato «parlatorio» e si trova anche in carcere.
Già dal Medioevo cristiano, nell'architettura monastica, come si può vedere nella Pianta dell'Abbazia di San Gallo, appariva come una sala standard (riferimento 8 nella pianta) nella parte occidentale del chiostro, che a volte si chiama «locutorio interno» o semplicemente, locutorio.
Questa sala risultava essenziale nei monasteri cluniacensi e di altri ordini religiosi, poiché le regole monastiche esigevano il silenzio nel chiostro, refettorio e dormitorio e solo nel locutorio i monaci potevano parlare liberamente.
Nell'illustrazione di un monastero cistercense si può osservare che ha cambiato la sua posizione (riferimento 20 nella pianta) nella parte a est del chiostro, vicino alla Sala capitolare, e appare un locutorio per conversi nel riferimento 29 nella pianta.